# Сражение при Челси-Крик
«Сражение при Челси-Крик» (англ. Battle of Chelsea Creek) — второе сражение около Бостона в ходе Американской войны за независимость. Оно также известно, как «Битва на Острове Ноддл» (англ. Battle of Noddle’s Island), «Битва на Острове Хог» (англ. Battle of Hog Island) и «Битва за ручей Челси» (англ. Battle of the Chelsea Estuary). Сражение проходило с 27 по 28 мая 1775 года на реке Челси-Крик, а также на солончаках, отмелях и островах Бостонской гавани, к северо-востоку от полуострова Шомут. С тех пор большинство из этих районов были объединены с материком мелиорацией земель и теперь являются частью Восточного Бостона, Челси, Уинтропа и Ревира.
Американские колонисты достигли своей цели — усилить осаду Бостона, убрав скот и сено на этих островах из досягаемости британских войск. В этой битве британская шхуна «Диана» была уничтожена, а её вооружение было присвоено колониальной стороной. Поиски её останков ведутся до сих пор. Это был первый военно-морской захват в этой войне, что стало причиной значительного повышения морального духа колониальных сил.

## Предыстория
После сражения при Лексингтоне и Конкорде 19 апреля 1775 года тысячи ополченцев со всей Новой Англии окружили Бостон. Они остались в этом районе, их численность возростала, и они перекрыли все подступы к Бостону с суши. Британцы все ещё могли переправлять морем припасы из Новой Шотландии, Провиденса и других мест, поскольку портовая часть города оставалась под британским контролем. Колониальные силы мало что могли сделать из-за превосходства британского военно-морского флота и полного отсутствия Континентального флота весной 1775 года. Тем не менее, остался один район, который продолжал снабжать британские войска в Бостоне.

Фермеры к востоку от города в прибрежных районах и на островах Бостонской бухты оказались уязвимыми со стороны моря. Если бы они продолжали продавать скот британцам, то их стали бы считать лоялистами в глазах патриотов, но если бы они отказались, то уже британцы считали бы их мятежниками, и стали бы просто отбирать всё, что они хотят. 14 мая Массачусетский комитет безопасности издал следующий приказ:
Постановляю, что по их мнению, весь живой скот должен быть взят с острова Ноддл, острова Хог, острова Снейк и из этой части Челси у морского побережья и переправлен назад; и что выполнение этого дела должно быть поручено комитетам по корреспонденции и выборным комитетам городов Медфорд, Малден, Челси и Линн, и что они будут снабжены таким количеством людей, сколько им потребуется, из полка, который сейчас находится в Медфорде.
За несколько дней до битвы Джозеф Уоррен и генерал Артемас Уорд, командующий осадными силами, осмотрели остров Ноддл и остров Хог, которые лежат к северо-востоку от Бостона и к востоку от Чарльзтауна. Там не было британских войск, но было много скота. Животные в других прибрежных районах были перемещены их владельцами внутрь страны. 21 мая британцы отправили войска на остров Грайп во внешней гавани около Уэймута, чтобы добыть сено и скот, и были изгнаны ополченцами, собравшимися из близлежащих городов, которые затем убрали скот и сожгли сено на острове.
Британский флот вокруг оккупированного Бостона находился под командованием вице-адмирала Самуэля Грейвза. Королевские морские пехотинцы находились под командованием майора Джона Питкерна. Британские силы в целом возглавлял генерал-губернатор Томас Гейдж. Помимо сена и скота, Грейвз арендовал склад на острове Ноддл для различных военно-морских поставок высокой значимости, которые, по его мнению, было важно сохранить из-за «почти невозможной замены их на данном этапе».

## Прелюдия к битве
Вице-адмирал Грейвз, по-видимому, действуя на основании разведданных о том, что колониальные войска могут совершать набеги на острова, разместил сторожевые катера возле острова Ноддл. Там размещались баркасы с отрядами морской пехоты. Источники расходятся во мнениях относительно того, размещались ли на острове Ноддл какие-либо постоянные лица или морские пехотинцы для защиты военно-морских поставок.
«Полк, который сейчас находится в Медфорде», упомянутый Комитетом безопасности, был 1-м полком полковника Джона Старка в Нью-Гемпшире, в котором находилось около 300 человек, дислоцированное возле Зимнего холма со штаб-квартирой в Медфорде. Получив его указания от генерала Уорда, Старк и его полк пересекли мост через реку Мистик (англ. Mystic River) сразу после полуночи 27 мая. Их маршрут привёл их далеко к северу от ручья Челси через Малден и части того, что сейчас является городами Эверетт и Ревир. Скорее всего, к ним присоединились местные жители. Остров Хог был доступен во время отлива с востока, форсировав ручей Бель-Айл рядом с нынешним местоположением Болотной резервации Бель-Айл (англ. Belle Isle Marsh Reservation). Это пересечение было осуществлено без уведомления сторожевых катеров Грейвза.
Около 10 утра Старк начал перебрасывать свои войска на остров Хог и приказал большинству своих людей собирать там скот, пока он направлялся в Крукед-Крик (англ. Crooked Creek) на остров Ноддл с группой из 30 человек. Небольшая часть людей Старка на острове Ноддл разделилась на небольшие группы, убили животных, которых они могли найти, и поджигали стога сена и сараи.

## Битва

### Острова
Британцы обратили внимание на сильный дым от горящего сена. Вице-адмирал Грейвз на своем флагмане «Престон» увидел дым от горящего сена около 2 часов дня, и отдал приказ, морским пехотинцам высадиться на остров Ноддл, что они и сделали, задействуя разбросанные на осторве силы Старка. Грэйвз также приказал шхуне «Диана» под командованием своего племянника лейтенанта Томаса Грейвза плыть по ручью Челси, чтобы поддержать операцию и отрезать уход колонистов. В конце концов, объединённые силы из примерно 400 морских пехотинцев были высажены, сформировали ряды и начали систематически оттеснять людей Старка на восток. Колонисты бежали без боя, пока не достигли Крукед-Крика. Там они засели в болотистые рвы и обстреляли преследователей с силовых оборонительных позиций. Затем последовала грандиозная битва, в которой колонисты «сидели на корточках в канаве на болоте» и были замешаны в «жарком обмане, пока регулярные войска не отступили» (подразумевается, что колониальные войска были не видимыми для противника).
Морские пехотинцы отошли от своих позиций во внутреннюю часть острова Ноддл, а люди Старка покинули Крукед-Крик, чтобы присоединиться к основной части своих войск на острове Хог. «Диана» и другие корабли продолжили преследование на северо-востоке до Челси-Крик. К закату сотни голов крупного рогатого скота, овец и лошадей были убраны с острова Хог на материк. К закату, шхуна «Диана» развернулась в попытке избежать попадания в ловушку на мелководье ручья. Однако лейтенант Грейвз понял, что ему потребуется помощь, и поднял сигнал. Вице-адмирал Грейвз приказал баржам, укомплектованным морскими пехотинцами, войти в ручей, чтобы вывезти «Диану» вместе с шлюпом «Британия» и линейным кораблём «Сомерсет» (под командованием другого племянника Грейвза, лейтенанта Джона Грейвза), для дальнейшей помощи в обеспечении дополнительной огневой мощи.

Источники расходятся во мнениях относительно сроков отправки различных судов. Ряд источников (среди них Фротингэм Ричард младший и «Документальная история Челси») утверждают, что «Диана», «Британия» и другие баржи были отправлены вместе (одновременно). Джеймс Льюис Нельсон и Ричард Кетчум, возможно, на основании более поздних исследований, утверждают обо всём, рассказанном выше (об обратном).

### Побережье материка
Некоторые из людей Старка гнали скот дальше по побережью. Другие заметили, что у «Дианы» были проблемы, и позвали подкрепление. Генерал Патнэм и целых 1000 военнослужащих (включая Джозефа Уоррена) подошли к берегу возле «Дианы», места в устье реки Челси, в современном районе Челси у моста Макардл в Восточном Бостоне. Патнэм вышел в гавань и предложил четверть морякам «Дианы» сдаться, но пушка продолжала стрелять, и попытки отбуксировать её в более глубокие участки воды продолжались. Колониальные силы продолжали обстреливать корабль, опираясь на две полевые части, расположенные на берегу. «Британия» и полевые части, которые британцы высадили на острове Ноддл, также присоединились к канонаде. Около 10 часов вечера британские гребцы были вынуждены отказаться от спасения «Дианы» из-за сильного пожара. «Диана» дрейфовала и снова села на мель на берегу реки Мистик (англ. Mystic River) побережья Челси, опрокинувшись на одну сторону. Лейтенант Грейвз покинул «Диану» и перевел своих людей на «Британию», которая была успешно отбуксирована в более глубокие воды.
Американские войска поднялись на «Диану» и быстро забрали все ценное, включая оружие, снаряжение, паруса, одежду и деньги. Они положили сено под корму, которое затем и подожгли около 3 часов утра, чтобы предотвратить её попадание обратно в руки британцев. Извлеченные орудия, вероятно, использовались на американских позициях во время битвы при Банкер-Хилле.

## Последствия
Эта стычка была, по-видимому, первым использованием полевых работ колонистами в американской революции. Они не пострадали (только с небольшим количеством раненых) и их боевой дух был значительно поднят благодаря успешному захвату и уничтожению «Дианы». Эти действия послужили поводом для назначения Израэля Патнэма Вторым континентальным конгрессом генералом Континентальной армии. Решение было единогласно одобрено, отчасти благодаря сообщениям об этой стычке.

Генерал Гейдж преуменьшал в своем отчете о несчастных случаях в Лондоне: «Два человека были убиты и несколько ранены». Другие, однако, явно преувеличивают, сообщая о больших жертвах. 21 июня 1775 года газета «Журнал Пенсильвании» сообщил, что сам генерал Гейдж зарегистрировал по меньшей мере сотню убитых, в то время как другие источники сообщили о более трёхстах жертвах. Из другого источника: "Говорят, что регулярные войска сильно пострадали: не менее двухсот убитых и раненых. Потеря была, вероятно, сильно преувеличена; это, однако, оказало хорошее влияние на местных жителей. Для них — это немалый триумф, и они почувствовали себя более смелыми, чем когда-либо ". Гейдж приказал установить пушку на Коппс-Хилл в Бостоне, а вице-адмирал Грейвз переплавил «Сомерсет», который находился на мелководье между Бостоном и Чарльзтауном, в более глубокие воды к востоку от Бостона, где он преобрёл бы маневренность, в случае обстрела с земли. Он также послал (очень поздно) британский отряд, чтобы обезопасить остров Ноддл. Из-за позднего приказа войскам, колонисты уже давно забрали и/или уничтожили что-либо ценное на острове.

## Географическое положение
За годы, прошедшие после американской революции, география Бостонского района значительно расширилась, и острова Хог и Ноддл больше не являются островами. В конце XIX-го и начале XX-го века канал был заполнен. Он разделял Ноддл и Хог, а канал между островом Хог и материком был заполнен в течение конца XIX-го и начала XX-го века, оставив лишь небольшой узкий ручей между бывшими островами и материком. С точки зрения современной географии, район Восточных высот в Восточном Бостоне является нынешним местом расположения острова Хог и близлежащего острова Бридс, а большая часть остальной части Восточного Бостона — это то, что было тогда островом Ноддл. Ручей Челси был сужен из-за природного расширения Челси-Крик и был углублен и выровнен, чтобы создать глубокий судоходный канал.
Хотя были предприняты попытки найти останки «Дианы» в Челси-Крик, которое в течение многих лет после битвы подвергалось обширным промышленным работам, но ни одни из найденных в этом месте останков не были идентифицированы как её. В 2009 году Служба национальных парков выделила средства на усилия по поиску затонувшего судна.

## Дополнительные источники
- The above-cited Documentary History of Chelsea, in addition to the analysis and recounting of this action based on reliable accounts, contains in an appendix a variety of first-person accounts that vary considerably in their quality and reliability.
- The Granite State Monthly, volumes 50-51 (1918-1919) (англ.) / Henry Harrison Metcalf; John Norris McClintock Oris Grant Hammond (compiler). — Granite Monthly Co, 1918. This bound periodical contains an account of the action.